# Anisochalepus
Anisochalepus là một chi bọ cánh cứng trong họ Chrysomelidae.
Chi này được Uhmann miêu tả khoa học năm 1940.

## Các loài
Chi này gồm các loài:
- Anisochalepus reimoseri Spaeth, 1937